# Luspen
Luspen är ett naturreservat i Storumans kommun i Västerbottens län. Naturreservatet inrättades 1960 och har en yta på 28 hektar. Det är beläget cirka 2 kilometer sydväst om tätorten Storuman. Namnet på naturreservatet, Luspen, kommer av det samiska ordet luspie, som betyder "utlopp från sjö" (det har också översatts till "forsnacke"). 
Områdets natur är bergig och skogbevuxen med inslag av myrmark. Skogen domineras av tallskog. I reservatet finns spår av inlandsisens påverkan på landskapet, till exempel jättegrytor, och området har varit utloppet för en issjö. 
Det finns också kulturhistoriska lämningar i reservatet och en å som rinner genom området, Lillån, har använts som flottled.